# فرزانه میلانی
فرزانه میلانی نویسنده، شاعر و استاد ادبیات فارسی و مطالعات زنان در دانشگاه ویرجینیا است. از جمله جوایز او می‌توان به دریافت جایزه فرهنگی لطیفه یارشاطر اشاره کرد.

## زندگی
فرزانه میلانی در تهران زاده شد و پیش از انقلابِ ۱۳۵۷ به ایالات متحده آمریکا رفت. وی در سال ۱۹۷۹ موفق به کسب مدرک دکترا در رشته ادبیات تطبیقی از دانشگاه ایالتی کالیفرنیا در لس آنجلس شد و پس از مدتی شروع به تدریس در دانشگاه ویرجینیا کرد. او در سال‌های ۱۹۹۴ تا ۱۹۹۶ مدیریت انجمن مطالعات زنان خاور میانه در آمریکا را بر عهده داشت. کتاب او حجاب و قلم: پدیداری صدای زنان نویسنده ایرانی که در سال ۱۹۹۲ میلادی چاپ شد، بیش از شانزده بار تجدید چاپ شده‌است.
او همچنین شعر برخی از شاعران ایرانی را نیز از فارسی به انگلیسی برگردانده است، از جمله اشعار سیمین بهبهانی. میلانی بیش از صد مقاله پژوهشی به زبان‌های فارسی و انگلیسی در کارنامه دارد
و با مجله ایران شناسی همکاری مداوم داشته‌است.

## کتاب‌ها
کتاب‌های نوشته شده به دست فرزانه میلانی:
- قلم‌ها نه شمشیرها: زنان نویسنده ایرانی وجنبش آزادی، انتشارات دانشگاه سیراکیوز، ۲۰۱۱
- An Iranian Icarus: The Life and Poetry of Forugh Farrokhzad
- The Gender of Modernity and Counter-Modernity in Iran
- یک فنجان گناه: گزیده‌هایی از اشعار سیمین بهبهانی با همکاری کاوه صفا، انتشارات دانشگاه سیراکیوز، ۱۹۹۹
- حجاب و قلم: پدیداری صدای زنان نویسنده ایرانی، انتشارات دانشگاه سیراکیوز، ۱۹۹۲